# L. A. Huffman

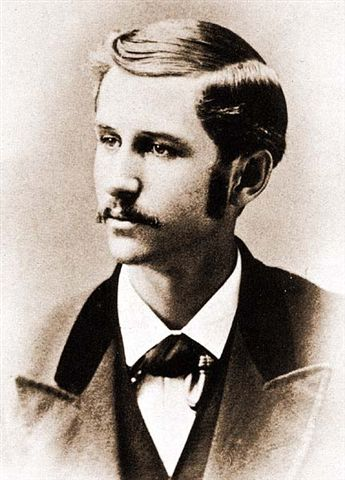
L. A. Huffman, im Alter von etwa 25 Jahren

Laton Alton Huffman, besser bekannt als L. A. Huffman (* 31. Oktober 1854 bei Castalia, Iowa; † 28. Dezember 1931 in Billings, Montana) war ein US-amerikanischer Fotograf, der mit seinen Bildern die Zeit der Landnahme und die Natur in Nordamerika, besonders in Montana und North Dakota dokumentierte.

## Frühe Jahre
L. A. Huffmann wurde am 31. Oktober 1854 auf einer Farm in der Nähe von Castalia, als eines von zwei Kindern von Chastina M. Baird und Perrin Cuppy Huffman geboren. Dieser ermöglichte es Huffman erstmals in Kontakt mit der Fotografie zu kommen, als die Familie Ende 1865 nach Waukon, Iowa übersiedelte und Perrin Cuppy ein Fotostudio eröffnete. Seine frühe Jugend prägte Huffmans Vorliebe für die Prärie und das Leben der Siedler und Cowboys. Zunächst verdiente er dadurch etwas Geld, dass er in North Dakota für die Siedler, die im Zuge des Homestead Act Land beanspruchten, in das so genannte claim office ging, wo die Ansprüche angemeldet werden mussten. Oder er arbeitete als Aufsicht bei der Eisenbahn, stets selbst auf seinem Pferd unterwegs. Schließlich kehrte er nach Montana zurück und lernte im Studio seines Vaters die Techniken der Fotografie kennen. Im Alter von 21 Jahren eröffnete er sein erstes eigenes Fotostudio in Postville, einem Ort, der nicht weit in südlicher Richtung von Waukon liegt. Nach finanziellem Misserfolg und einer nicht erwiderten Liebe zu einer älteren Lehrerin zog es L. A. Huffmann 1878 nach Moorhead, Minnesota, wo er bei F. Jay Haynes, der später der Fotograf des Yellowstone-Nationalparks und der Northern Pacific Railroad werden sollte, eine Anstellung fand. Doch schon im Herbst desselben Jahres zog es Huffman wieder weiter. Zunächst reiste er durch Kansas und dann ins Montana-Territorium, wo er einen Brief von Senator William B. Allison, der mit Huffmans Vater befreundet war, an Nelson Appleton Miles in Fort Keogh überbrachte.

## Karriere als Fotograf

### Postfotograf in Fort Keogh
Hier angekommen besetzte er die vakante Stelle des Postfotografen, die nicht vergütet wurde. Allerdings wurde ihm ein großes Studio, das gleichzeitig seine Wohnstatt war, zur Verfügung gestellt, er erhielt Zutritt zum Offiziersclub und er konnte umherreisen und seine Fotografien verkaufen. In den Jahren 1879 bis 1881 lebte er die meiste Zeit selbst in der Prärie, zog zu Pferd mit seiner Fotografieausrüstung umher und dokumentierte insbesondere Büffelherden und deren Jagd, sowie Naturszenen. 1880 war gründete Huffman zusammen mit Eugene Lamphere H Lazy L, die erste Ranch im Rosebud Valley. Als das Gebiet später in ein Reservat für die Cheyenne-Indianer umgewandelt wurde, verkauften sie ihre Ranch. Die Ankunft der Northern Pacific Railroad im September 1881 änderte das Leben im Westen, da nun schneller Siedler ins Land kommen konnten. Diesen Wandel dokumentieren Huffmans Bilder ebenso wie szenische Naturaufnahmen, die einen Großteil seines Einkommens ausmachten. Seine Mobilität ermöglichte es Huffman auch verschiedene Indianerstämme in ihren Dörfern zu fotografieren, woraus auch später Freundschaften mit Indianerhäuptlingen wie Two Moons oder American Horse II bestanden. Alle diese frühen Aufnahmen entstanden mit Hilfe einer 5x8-Zoll-Stereokamera. Erst um 1884 wechselte er auf konventionelle Kameras mit lediglich einem Objektiv.

### Das eigene Studio in Miles City
1881 gab er sein Amt als Postfotograf auf und eröffnete ein eigenes Studio in Miles City. Die Ankunft der Eisenbahn bescherte der Region einen starken Besucherzuwachs, da das Gebiet des Yellowstone-Nationalparks sehr begehrt bei Touristen war und sich die Wälder gut zum Jagen eigneten. Neben seiner Tätigkeit als Fotograf wurde Huffman 1885 Angehöriger des school boards in Miles City und ein Jahr später einer von drei county commissioners. 1893 wurde er sogar Mitglied des Repräsentantenhauses von Montana, wo er eine der ersten Gesetzesvorlagen für Bewässerungsprojekte einführte. Sein Studio betrieb er jedoch nur bis 1890, als er es aufgrund der schwierigen Wirtschaftslage schloss und in anderen Städten und Staaten seinen Lebensunterhalt verdiente. Unter anderem unterhielt er ein Studio in Chicago, doch schon 1896 war er wieder zurück in Montana, wo er ein Geschäft in Billings eröffnete und dann wieder nach Miles City umzog, wo er allerdings auch nur bis 1905 ein Studio hatte.

### Nach der aktiven Fotografen-Karriere
In der Folgezeit widmete er sich lediglich dem Verkauf seiner Bilder, die er von seinen alten Glasplattennegativen erstellte. Nun entstanden die ersten von Huffman handkolorierten Abzüge, die beispielsweise als Motive auf Postkarten Verwendung fanden und zu begehrten Sammlerstücken wurden. Diese Tätigkeit führte er bis zu seinem Lebensende aus.

## Tod und Vermächtnis
L. A. Huffman war gerade mit seiner Frau zu Besuch bei ihrer Tochter Ruth in Billings, als er auf offener Straße einen Herzanfall erlitt. Er verstarb wenige Minuten später. Er wurde nach Miles City überführt und dort im Familiengrab beigesetzt.
Obwohl Huffman zu Lebzeiten genug Geld mit der Fotografie verdienen konnte und auch prominente Freunde hatte, die seine Werke schätzten, so erfuhr seine Arbeit erst mit den illustrierten Büchern The frontier years: L. A. Huffman, photographer of the plains (1955) und Before Barbed Wire: L. A. Huffman, Photographer on Horseback (1956) von Mark H. Brown und W. R. Felton seine öffentliche Anerkennung. 1976 wurde er als bisher einziger Fotograf in die Hall of Great Westerners des National Cowboy & Western Heritage Museum in Oklahoma aufgenommen. Seine Erben spendeten im Jahr 1982 1.695 Filme und Negative, sowie 200 Original-Fotografien der Montana State Historical Society, über die die Sammlung heute einsehbar ist.